# シネアルテ
シネアルテ（Cineaerte）
1. 徳島県徳島市にあった映画館の名称。本項目で記述。
2. 沖縄県那覇市にて國場組が経営・運営していた映画館（2001年9月に閉館）。

シネアルテ（cinaerte）は、徳島県徳島市蔵本町にあった複合商業施設。旧徳島平和劇場（旧平和会館）、旧アタック平和、旧平和ドルビー。旧蔵本座。

## 歴史
2008年12月23日、当時全国で唯一映画館の存在しない県庁所在地であった徳島市に、2005年（平成17年）に閉館した旧徳島平和劇場（平和会館）のアタック平和を改装して映画館を兼ねた複合商業施設を開館。隣接していた平和ドルビーはカフェとなった。
しかし2009年末に閉館し、再び徳島市から完全に映画館が姿を消した（2012年にufotable CINEMA、2017年にイオンシネマ徳島が開館したため、2017年7月現在は徳島市内に映画館はある）。
その後は居酒屋「にっぱち屋」蔵本店が入居していた。
2021年に建物は解体された。

### 徳島平和劇場
戦後より蔵本座が存在し、徳島市西部の芝居劇場のメッカとなっていた。いまは亡き月形龍之介、横山エンタツ、花菱アチャコも来演している。平和劇場はそれを受け継ぎ、1946年（昭和21年）4月開業、その後、平和ドルビー、アタック平和の2館体制となり映像文化の灯を守っていた。
しかし県内に登場したシネコンの台頭によって次第に陰りが見え始め、さらには当時の館主が急逝したことも追い打ちとなり2005年（平成17年）9月16日に閉館。翌2006年（平成18年）1月27日に徳島東宝、東宝シネマが閉館した為、徳島市に一時的に映画館が存在しなくなった。

## データ
- 所在地：徳島県徳島市蔵本町2丁目17-1 徳島平和会館内
JR蔵本駅から南へ徒歩約2分。

| 階  | 2015年2月         | 2009年                  | 2005年                          | 備考                                               |
| --- | ----------------- | ----------------------- | ------------------------------- | -------------------------------------------------- |
| 2階 | にっぱち屋 蔵本店 | シネアルテ アルテカフェ | 平和ドルビー アタック平和       | 「平和ドルビー」「アタック平和」 2005年9月16日閉館 |
| 1階 | 婦人服のりら      | 婦人服のりら            | 婦人服のりら 中華料理店コンロン |                                                    |